# بود، اودیسا
بود (به انگلیسی: Boudh) یک شهرک در هند است که در شهرستان بود واقع شده‌است. بود ۲۰٬۴۲۴ نفر جمعیت دارد.